# Vitbrun vaxskivling
Vitbrun vaxskivling (Hygrophorus persoonii) är en svampart som beskrevs av Arnolds 1979. Vitbrun vaxskivling ingår i släktet Hygrophorus och familjen Hygrophoraceae.  Arten är reproducerande i Sverige. Inga underarter finns listade i Catalogue of Life.

## Källor

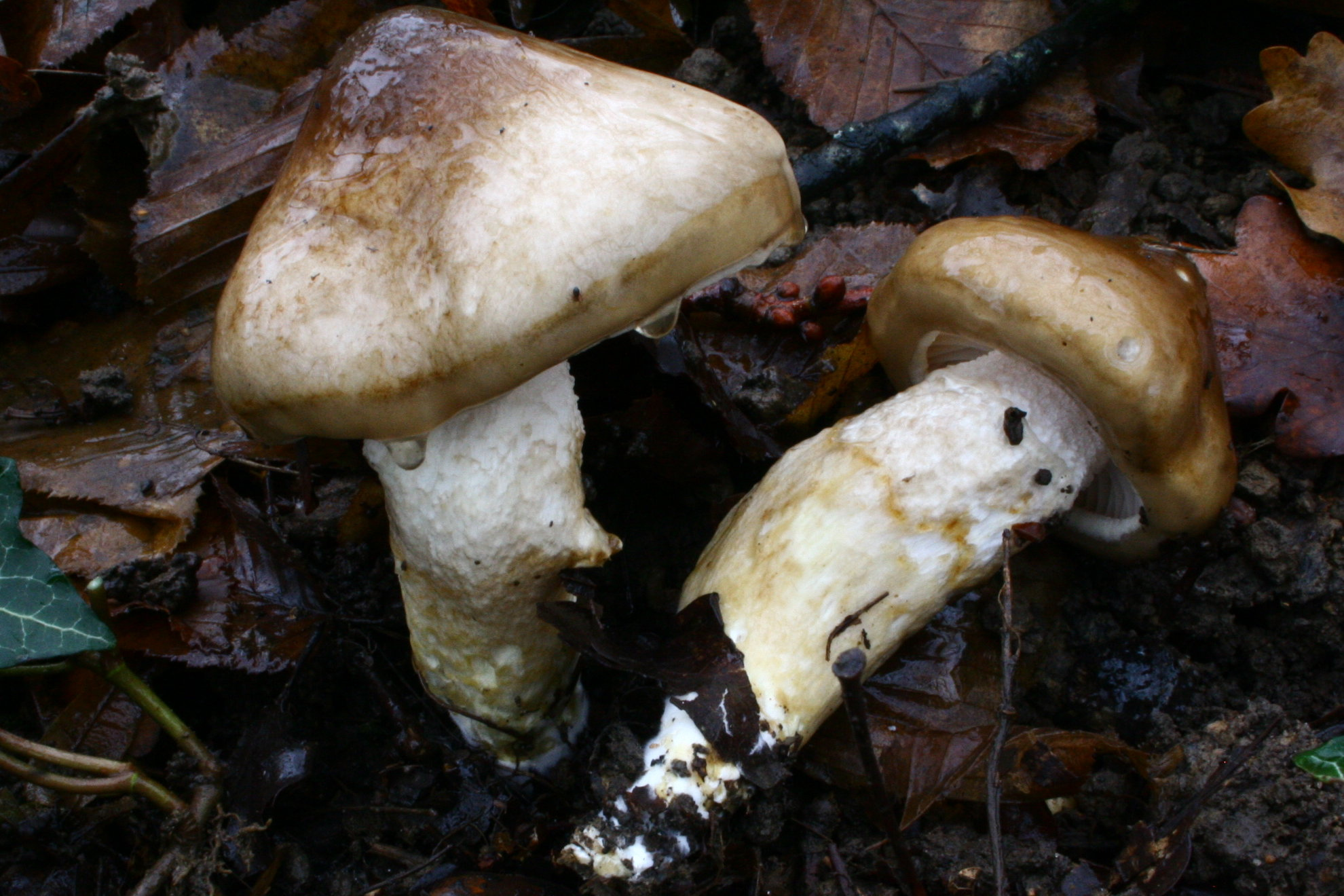
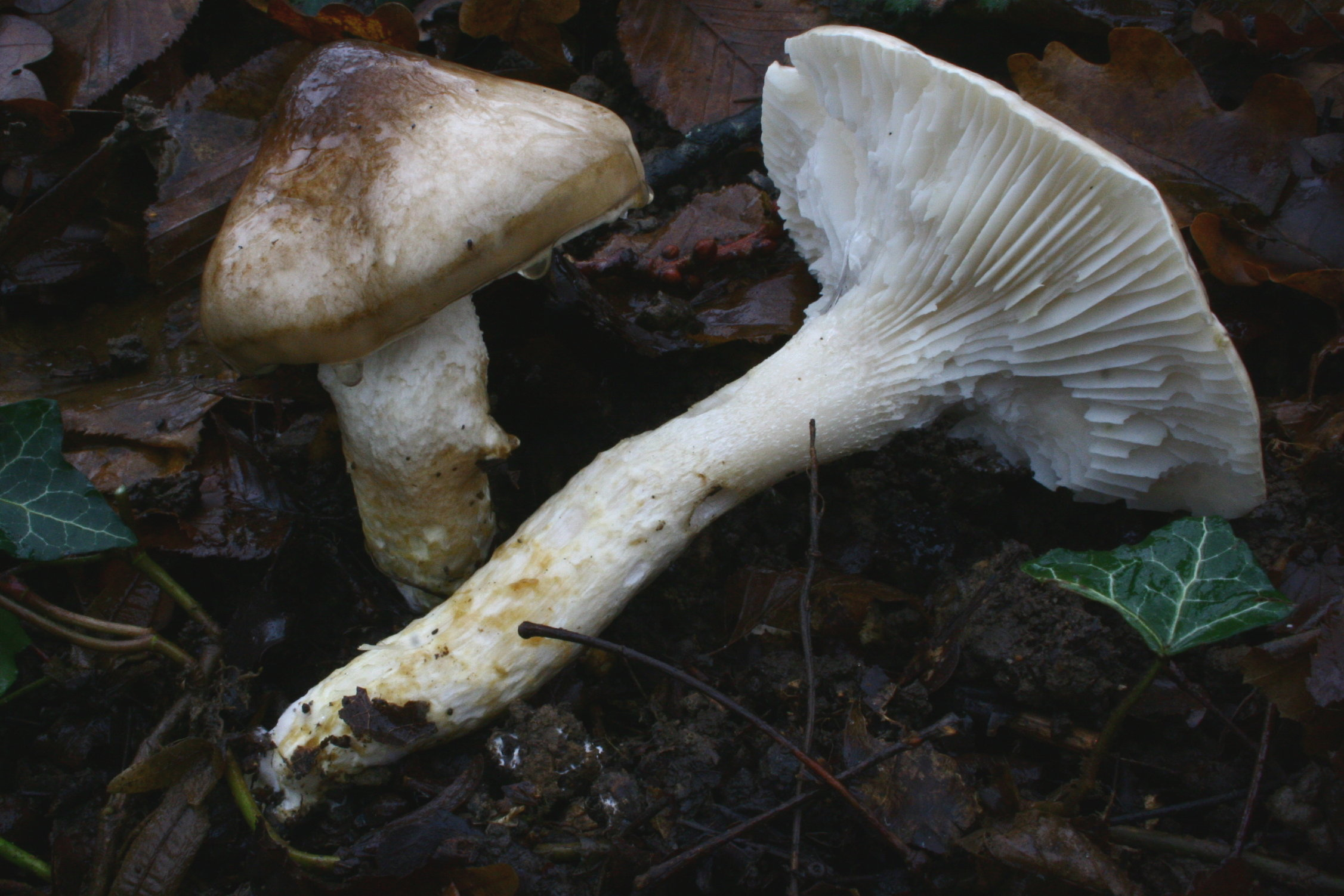
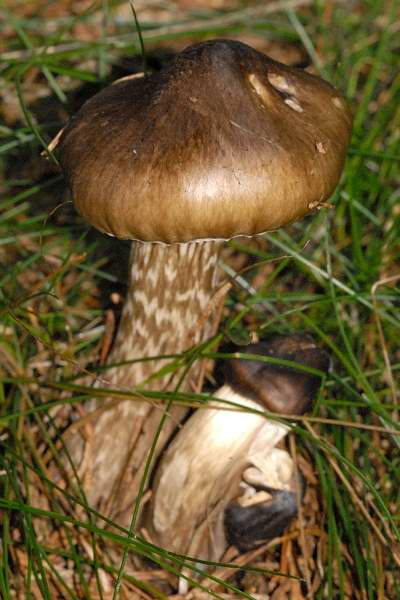
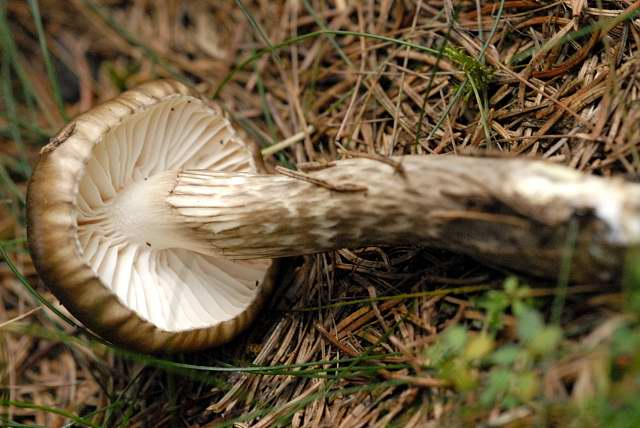